# Β-硝基丙酸
β-硝基丙酸（3-硝基丙酸，BPA，3-NPA，C3H5NO4）是一种真菌毒素，其对线粒体有抑制作用对人体有毒。许多真菌产生这种毒素，因此广泛存在于食品如甘蔗，以及通过真菌发酵的日本主食味噌、酱油、鲣鱼干和一些中药中。
研究发现β-硝基丙酸是一种线粒体毒素并且在大鼠模型中产生类似于在亨廷顿氏病患者的脑中观察到的纹状体改变，并且在大鼠注射3-NPA之前连续六天施用大麻素受体激动剂WIN55212-2，通过激活CB1受体，对毒素引起如线粒体功能障碍和脂质过氧化，发挥预防作用。